# الأم الطيبة السيئة
الأم الطيبة السيئة (بالكورية: 나쁜 엄마)؛ هو مسلسل تلفزيوني كوري جنوبي، من بطولة را مي ران ، لي دو هيون وآهن أون جين. عرض على قناة JTBC في 26 أبريل الى 8 يونيو 2023 ، تم بثه كل الأربعاء والخميس الساعة 22:30 بتوقيت (KST).

## القصة
يونغ سون أم عزباء ترملت في سن مبكرة، تدير مزرعة للخنازير وتربي ابنها كانغ هو بنفسها. أصبحت "أماً سيئة" - قاسية على ابنها لأنها لا تريده أن يكبر مفلساً أو ضعيفا. بفضل انضباطها، كبر كانغ-هو ليصبح مدعي عام بارزا، لكنه فقد ذاكرته بسبب حادث مؤسف وأصبح مثل شخص يبلغ من العمر 7 سنوات. فتقرر يونغ-سون ألا تصبح "أماً سيئة" مرة أخرى لـ كانغ-هو.

## طاقم

### رئيسي
- را مي ران في دور يونغ-سون[6]

أم عازبة تدير مزرعة خنازير، وتعيش حياة عنيدة لحماية طفلها.
- لي دو هيون في دور كانغ هو[6]

ابن يونغ سون الذي يعمل كمدع عام ويتمتع بشخصية رائعة. يعاني من فقدان الذاكرة بسبب حادث غير متوقع ويعود كطفل.
- آن يون جين في دور مي جو[6]

صديقة كانغ هو القديمة.

### داعم
- يو إن سو في دور بانغ سام شيك[7]

مثيري الشغب من القرية.
- جونغ وونغ إن في دور أوه تاي سو[8]

مدعي عام سابق وعضو مجلس الأمة.
- تشوي مو سونغ في دور سونغ وو بايوك[8]

الرئيس التنفيذي لمجموعة ووبيوك.
- كيم وون هي في دور لي لانج[9]

رئيس قرية غوو وري.
- سيو يي سوك في دور السيدة بارك[10]

صاحبة المطحنة ووالدة بانغ سام سيك.
- كانغ مال-جيوم في دورالسيدة جونغ[8]

والدة لي مي جو.

### ظهور خاص
- تشو جين وونغ[11]

## الإنتاج
المسلسل من كتابة باي سي يونغ التي كتبت افلام مثل مهنة قاسية (2018)، ستيلار: رحلة سحرية (2019)، حياتي الجميلة (2020). واخراج من قبل سيم نا-ايون من أعمالها ما وراء الشر (2021). ومن تخطيط وانتاج إستوديوهات جي تي بي سي، بتعاون مع شركاتها التابعة دراما هاوس وفيلم مونستر.

## المشاهدات
| الموسم | الموسم | رقم الحلقة | رقم الحلقة | رقم الحلقة | رقم الحلقة | رقم الحلقة | رقم الحلقة | رقم الحلقة | رقم الحلقة | رقم الحلقة | رقم الحلقة | رقم الحلقة | رقم الحلقة | رقم الحلقة | رقم الحلقة | المتوسط |
| الموسم | الموسم | 1          | 2          | 3          | 4          | 5          | 6          | 7          | 8          | 9          | 10         | 11         | 12         | 13         | 14         | المتوسط |
| ------ | ------ | ---------- | ---------- | ---------- | ---------- | ---------- | ---------- | ---------- | ---------- | ---------- | ---------- | ---------- | ---------- | ---------- | ---------- | ------- |
|        | 1      | 0.779      | 0.934      | 1.156      | 1.415      | 1.378      | 1.588      | 1.568      | 1.837      | 1.946      | 2.123      | 2.132      | 2.396      | 2.277      | 2.669      | 1.728   |

وفقا لنيلسن كوريا ، فقد حقق المسلسل رقما قياسيا في الحلقة الاخيرة بمتوسط تقييم 12% بحوالي 2.66 مليون مشاهد. ليصبح احد أنجح الاعمال الدراما لهذا العام.
| الحلقات | تاريخ البث    | تقييمات (نيلسن كوريا) | تقييمات (نيلسن كوريا) |
| الحلقات | تاريخ البث    | على الصعيد الوطني     | سيئول                 |
| ------- | ------------- | --------------------- | --------------------- |
| 1       | 26 أبريل 2023 | 3.588%                | 4.166%                |
| 2       | 27 أبريل 2023 | 4.310%                | 4.836%                |
| 3       | 3 مايو 2023   | 5.706%                | 6.428%                |
| 4       | 4 مايو 2023   | 7.033%                | 7.596%                |
| 5       | 10 مايو 2023  | 6.670%                | 6.666%                |
| 6       | 11 مايو 2023  | 7.701%                | 8.056%                |
| 7       | 17 مايو 2023  | 7.494%                | 8.153%                |
| 8       | 18 مايو 2023  | 8.446%                | 9.526%                |
| 9       | 24 مايو 2024  | 9.439%                | 9.604%                |
| 10      | 25 مايو 2023  | 9.956%                | 10.553%               |
| 11      | 31 مايو 2023  | 10.257%               | 10.648%               |
| 12      | 1 يونيو 2023  | 10.998%               | 12.339%               |
| 13      | 7 يونيو 2023  | 10.592%               | 11.097%               |
| 14      | 8 يونيو 2023  | 12.032%               | 13.604%               |
| متوسط   | متوسط         | 8.159%                | 8.805%                |

## الجوائز والترشيحات
| قائمة الجوائز والترشيحات | قائمة الجوائز والترشيحات | قائمة الجوائز والترشيحات | قائمة الجوائز والترشيحات | قائمة الجوائز والترشيحات | قائمة الجوائز والترشيحات |
| السنة                    | الجائزة                  | الفئة                    | المستلم                  | النتيجة                  | م.                       |
| ------------------------ | ------------------------ | ------------------------ | ------------------------ | ------------------------ | ------------------------ |
| 2024                     | جوائز بايكسانغ للفنون    | أفضل دراما               | الأم الطيبة السيئة       | رُشِّح                      | [ 16 ]                   |
| 2024                     | جوائز بايكسانغ للفنون    | أفضل ممثلة               | را مي ران                | رُشِّح                      | [ 16 ]                   |
| 2024                     | جوائز بايكسانغ للفنون    | أفضل ممثلة مساعدة        | كانغ مال-غوم             | رُشِّح                      | [ 16 ]                   |
| 2024                     | جوائز بايكسانغ للفنون    | أفضل سيناريو             | باي سي يونغ              | رُشِّح                      | [ 16 ]                   |

### قوائم
| الناشر | السنة | القائمة                                     | المركز | م.     |
| ------ | ----- | ------------------------------------------- | ------ | ------ |
| تايم   | 2023  | أفضل 10 مسلسلات كورية لعام 2023 على نتفليكس | مُضمّن   | [ 17 ] |

## روابط خارجية
- الموقع الرسمي
 (بالكورية)
- الأم الطيبة السيئة على موقع IMDb (الإنجليزية)
- الأم الطيبة السيئة على موقع نتفليكس (الإنجليزية)
- الأم الطيبة السيئة على موقع فيلمافينيتي (الإسبانية)
- الأم الطيبة السيئة على موقع قاعدة بيانات الفيلم (الإنجليزية)
- الأم الطيبة السيئة على هانسينما